# Servisch curlingteam (mannen)
Het Servisch curlingteam vertegenwoordigt Servië in internationale curlingwedstrijden.

## Geschiedenis
Servië nam voor het eerst deel aan een groot toernooi tijdens het Europees kampioenschap van 2006 in het Zwitserse Bazel. Dit was opvallend te noemen, aangezien noch Joegoslavië, noch Servië en Montenegro ooit hadden deelgenomen aan het EK curling. Een half jaar na de Servische onafhankelijkheid nam het land dus onmiddellijk deel aan zijn eerste curlingtoernooi. Het team rond Marko Stojanović kon geen potten breken op het eerste EK, en eindigde op de 25ste plek. Een jaar later ging het nog slechter: Servië kon geen enkele wedstrijd winnend afsluiten. Na een afwezigheid van één jaar was Servië opnieuw van de partij op het EK, maar ook ditmaal werden alle wedstrijden verloren. Sedert 2010 neemt Servië (met onderbrekingen) deel aan de C-divisie, waarin de slechtste curlinglanden tegen elkaar spelen. Promotie naar de B-divisie zat er tot op heden nooit in.

## Servië op het Europees kampioenschap
| Jaar | Plaats        | Skip             | WG            | W             | V             | PV            | PT            |
| ---- | ------------- | ---------------- | ------------- | ------------- | ------------- | ------------- | ------------- |
| 2006 | 25            | Marko Stojanović | 9             | 2             | 7             | 36            | 115           |
| 2007 | 29            | Marko Stojanović | 6             | 0             | 6             | 19            | 64            |
| 2008 | Geen deelname | Geen deelname    | Geen deelname | Geen deelname | Geen deelname | Geen deelname | Geen deelname |
| 2009 | 29            | Bojan Mijatović  | 9             | 0             | 9             | 29            | 96            |
| 2010 | 28            | Marko Stojanović | 6             | 2             | 4             | 36            | 45            |
| 2011 | 31            | Marko Stojanović | 8             | 3             | 5             | 35            | 42            |
| 2012 | Geen deelname | Geen deelname    | Geen deelname | Geen deelname | Geen deelname | Geen deelname | Geen deelname |
| 2013 | 27            | Đorđe Nesković   | 9             | 5             | 4             | 56            | 69            |
| 2014 | 31            | Bojan Mijatović  | 9             | 3             | 6             | 61            | 75            |
| 2015 | 29            | Bojan Mijatović  | 10            | 6             | 4             | 60            | 60            |

| Jaar | Plaats        | Skip           | WG            | W             | V             | PV            | PT            |
| ---- | ------------- | -------------- | ------------- | ------------- | ------------- | ------------- | ------------- |
| 2016 | 31            | Đorđe Nešković | 10            | 5             | 5             | 80            | 63            |
| 2017 | 32            | Đorđe Nešković | 8             | 2             | 6             | 32            | 71            |
| 2018 | Geen deelname | Geen deelname  | Geen deelname | Geen deelname | Geen deelname | Geen deelname | Geen deelname |
| 2019 | Geen deelname | Geen deelname  | Geen deelname | Geen deelname | Geen deelname | Geen deelname | Geen deelname |
| 2021 | Geen deelname | Geen deelname  | Geen deelname | Geen deelname | Geen deelname | Geen deelname | Geen deelname |
| 2022 | Geen deelname | Geen deelname  | Geen deelname | Geen deelname | Geen deelname | Geen deelname | Geen deelname |
| 2023 | Geen deelname | Geen deelname  | Geen deelname | Geen deelname | Geen deelname | Geen deelname | Geen deelname |
| 2024 | Geen deelname | Geen deelname  | Geen deelname | Geen deelname | Geen deelname | Geen deelname | Geen deelname |
| 2025 | 28            | Đorđe Nešković | 10            | 4             | 6             | 49            | 63            |

Andorra · Australië · België · Bosnië en Herzegovina · Brazilië · Bulgarije · Canada · China · Chinees Taipei · Denemarken · Duitsland · Engeland · Estland · Filipijnen · Finland · Frankrijk · Georgië · Griekenland · Groot-Brittannië · Guyana · Hongarije · Hongkong · Ierland · IJsland · India · Israël · Italië · Jamaica · Japan · Kazachstan · Kenia · Kirgizië · Kroatië · Letland · Liechtenstein · Litouwen · Luxemburg · Mexico · Nederland · Nieuw-Zeeland · Nigeria · Noorwegen · Oekraïne · Oostenrijk · Polen · Portugal · Puerto Rico · Qatar · Roemenië · Rusland · Saoedi-Arabië · Schotland · Servië · Slovenië · Slowakije · Spanje · Thailand · Tsjechië · Tsjecho-Slowakije · Turkije · Verenigde Staten · Wales · Wit-Rusland · Zuid-Korea · Zweden · Zwitserland